# سیتی لیدز
سیتی لیدز (به انگلیسی: City of Leeds) یک منطقهٔ مسکونی در بریتانیا است که در یورکشر غربی واقع شده‌است. سیتی لیدز ۵۵۱٫۷۲ کیلومترمربع مساحت دارد.

## خواهرخوانده
شهرهای برنو (جمهوری چک)، کلمبو، دورتموند، دوربان، هانگژو، لیل (فرانسه)، لوییویل، کنتاکی، زیگن و اولان‌باتور خواهرخوانده‌های سیتی لیدز هستند.